# Nomia melanderi
Nomia melanderi är en biart som beskrevs av Cockerell 1906. Den ingår i släktet Nomia och familjen vägbin. Inga underarter finns listade i Catalogue of Life.